# Emblyna mongolica
Emblyna mongolica là một loài nhện trong họ Dictynidae.
Loài này thuộc chi Emblyna. Emblyna mongolica được Yuri M. Marusik & Koponen miêu tả năm 1998.